# Marta Čakić
Marta Čakić (Drniš, 16. kolovoza 1982.) hrvatska je profesionalna košarkašica. Igra na poziciji bek šutera, a trenutno je članica Hrvatske košarkaške reprezentacije i ŽKK Jolly Šibenik.

## Karijera
Marta je profesionalnu karijeru započela 1996. godine u ŽKK Jolly Šibenik, 2005. prelazi u Gospić Croatiju, 2006. i 2007. je u crnogorskoj Budućnosti, 2007. se vraća u Hrvatsku u Ragusu, da bi se 2008. ponovo vratila u svoj matični klub Jolly Šibenik za koji i sada igra.
Sudjelovala je na završnom turniru europskog prvenstva 2007. godine.
2008. je bila u skupini igračica koje je pozvao izbornik Nenad Amanović na pripreme za EP 2009.